# Noordhollandsche Voetbalbond
De Noordhollandsche Voetbalbond, ook wel Noord-Hollandsche Voetbalbond genoemd, (NHVB) is een voormalig voetbalbond in Nederland opgericht op 14 september 1902. In 1996 werd de bond, die eigenlijk vanaf 1940 Afdeling was, opgeheven door een herstructurering bij de KNVB om nadien op te gaan in het District West I. Bij de bond waren clubs aangesloten die afkomstig waren uit de provincie Noord-Holland ten noorden van het Noordzeekanaal.

## Geschiedenis
Nadat in 1894 de Amsterdamsche en in 1899 de Haarlemsche Voetbalbond waren opgericht werd op 14 september 1902 een nieuwe voetbalbond voor de provincie Noord-Holland opgericht. Deze bond was speciaal gericht op clubs ten noorden van het Noordzeekanaal. De bond werd opgericht door afgevaardigden van de clubs ZVV uit Zaandam, Alcmaria Victrix uit Alkmaar en Sport uit Hoorn. Later sloten ook enkele clubs uit Amsterdam zich aan bij de bond. Het bondsbureau was gevestigd in Alkmaar.
Op 22 november 1906 sluit de N.-H.V.B. zich als aan bij de Nederlandse Voetbalbond. Tot 1907 organiseerde de bond ook sporadisch atletiekwedstrijden, maar daarna werd besloten dat atletiek niet langer onderdeel van de bond uit zou maken. Vanaf het seizoen 1910/11 komt de NHVB tot grote bloei. Bleef tot dan het aantal klassen tot 2 beperkt, in 1913 werden de derde en vierde klasse ingevoerd, waardoor maar liefst 23 verenigingen met 44 elftallen aanwezig waren.
In 1905 weigerde de Haarlemsche Voetbalbond een voorstel van de NHVB tot een fusie. De Heldersche Voetbalbond ging in 1916 wel akkoord en werd opgenomen als onderafdeling. De Westfriesche Voetbalbond werd door druk vanuit de NHVB stapsgewijs in 1925 opgeslorpt.
Nadat in 1940 de Duitsers Nederland waren binnengevallen, eisten zij een andere opzet van het Nederlandse voetbal. Dit moest bestaan uit één voetbalbond met regionale onderafdelingen. Deze onderafdelingen hadden voortaan te luisteren naar de bond en konden niet zomaar eigen regels maken. De 20 grootste neutrale regionale bonden die door de NVB werden erkend, werden de onderafdelingen van de NVB. De kleinere bijzondere Noord-Hollandse voetbalbonden DHVB (voor Katholieken), de NASB (voor arbeiders) en de Christelijke Nederlandse Voetbal Bond (voor Christelijken) gingen op in de neutrale Noordhollandsche Voetbalbond, vanaf dan de onderafdeling voor de provincie Noord-Holland. Voor de twee grote Noord-Hollandse steden, Amsterdam en Haarlem, bleven wel aparte (onder)afdelingen bestaan.
Vanaf 1940 waren alleen clubs uit Noord-Holland noordelijk van het Noordzeekanaal aangesloten bij de bond. Echter enkele clubs uit de IJmond en de Zaanstreek waren aangesloten bij de afdelingen Haarlem of Amsterdam.
In 1996 vond er een nieuwe herstructurering plaats bij de KNVB. Nu werden alle afdelingen opgeheven. De competities van deze afdelingen gingen over naar de KNVB en werden lagere klassen. De hoogste klasse bij de Noordhollandsche Voetbalbond (Hoofdklasse) werd de nieuwe Vijfde klasse bij de KNVB. De lagere klassen bij de Noordhollandsche Voetbalbond werden vervolgens vanaf de Zesde klasse bij de KNVB.
Voor 1996 was het zo dat een club uit Noord-Holland vanuit de Vierde klasse KNVB naar de Hoofdklasse van de NHVB degradeerde. Andersom promoveerde clubs ook vanuit de Hoofdklasse NHVB naar de Vierde klasse KNVB.

## Georganiseerde competities
Bekertoernooien:
- Rauchbeker (NHVB beker)
- Gouden Kruis (NHVB afdelingsbeker)

Competities:
- Noordhollands kampioenschap
- Hoofdklasse NHVB
- Eerste klasse NHVB
- Tweede klasse NHVB
- Derde klasse NHVB
- Vierde klasse NHVB